# Hoolock tianxing
Hoolock tianxing is een zoogdier uit de familie van de gibbons (Hylobatidae). De wetenschappelijke naam van de soort werd voor het eerst geldig gepubliceerd door Fan et al. in 2017. De Engelse naam van deze soort is vernoemd naar Luke Skywalker.

## Voorkomen
De soort komt voor in China en Myanmar.